# Trillevallen
Trillevallen är en vintersportort i Åre kommun, Jämtland, vid Vällistes östsida nio kilometer söder om Undersåker. Lift- och pistsystemet består av 8 liftar och 22 nedfarter, med högsta liftburna åkhöjden 990 meter över havet. I området finns ett stort utbud av preparerade turskidspår under vintern och även preparerade motionsskidspår på 2,5, 5 och 7,5 km. Spåren underhålls av Södra Årefjällens Turistförening.

## Historia
Trillevallen Högfjällshotell från år 1938 förde Trillevallen in i turistnäringen på allvar, och bonddrängen Torsten Boberg som stod för detta hotellbygge lät sedermera sin son ta över driften – som i sin tur (tillsammans med sin hustru) anlade så kallade pollettliftar, genom att dra de besökande skidåkarna med snövessla mellan hotellet och backarna. 
På 1970-talet hade alltfler turister börjat leta sig till orten, däribland Olof Palme, och den svenske alpina världsstjärnan Ingemar Stenmark ökade folks intresse för alpin skidsport. Boberg blev ortens pionjär och försåg orten med Transportliften, vilken blev Trillevallens första släplift, och byggde ut längdspåren.
I slutet av 1980-talet såldes anläggningen till en entreprenör som bland annat stod för fler utvecklingar, men var samtidigt i mån om att orten inte skulle exploateras sönder. 
Den alpina anläggningen hade innan millennieskiftet fått 10 släpliftar och över 20 nedfarter, och sedermera förnyades ägarskapet. År 2010 byttes Transportliften ut mot en ny, 2011 byggdes anläggningens första stollift som blev en fast fyrsitsig (tillverkad av Doppelmayr) och ersatte i sin tur två släpliftar, och 2012 ersattes ett parallellt liftpar med en ny och förlängd släplift.
2015 tvingades anläggningen börja satsa på konstsnö till den alpina anläggningen, på grund av snöbrist de senaste säsongerna dessförinnan, efter att dittills ha använt enbart natursnö.

## Trillevallen i film
Trillevallen nämns i filmen Sällskapsresan II – Snowroller (1985) och sägs där vara den plats som Lasse Åbergs rollfigur Stig-Helmer Olsson i barndomen stod på skidor för första gången. Åbergs morbror besökte anläggningen 1932, klädd i en anorak som Åberg sedermera ärvde vilken Stig-Helmer fick ha som skiddress i filmen.